# Enduring Love
Enduring Love (titulada El Intruso en España y Amor perdurable en Hispanoamérica) es una película británica de 2004 dirigida por Roger Michell junto con el guionista Joe Penhall, basada en la novela homónima de Ian McEwan.
Protagonizada por Daniel Craig, Rhys Ifans, Samantha Morton, Bill Nighy, Susan Lynch y Corin Redgrave.

## Argumento
Joe Rose (Daniel Craig) ha preparado una tarde de pícnic muy especial para su novia Claire (Samantha Morton). Ha comprado vino, ha comprado un anillo, está a punto de declararse. Pero de repente, un globo aerostático aparece por el cielo con un niño atrapado en la cesta. Joe y otros tres hombres instintivamente acuden a ayudarle, pero en su intento por salvar al chaval y lanzar el globo hacia el suelo uno de los hombres muere de una forma totalmente imprevisible. Joe vuelve a su racional y científica vida de profesor, pero no puede dejar de pensar en el accidente. Un día recibe una llamada de Jed Parry (Rhys Ifans), una de las personas que estaban allí aquel día, expresándole una urgente necesidad de verle. Jed insiste en que han compartido un importante momento juntos y que por tanto "algo ha ocurrido entre ellos". Joe queda perplejo al oír esto y simplemente cree que son las divagaciones propias de un hombre que intenta hacer frente al estrés emocional de todo lo ocurrido. Pero Jed no se rendirá sino que se irá metiendo cada vez más en la vida de Joe, apareciendo en los momentos más extraños y persiguiéndole de una forma desesperada y persistente de la que Joe no puede escapar ni logrará comprender. Muy pronto la ordenada vida de Joe empezará a desmoronarse.

## Reparto
- Daniel Craig — Joe
- Rhys Ifans — Jed
- Samantha Morton — Claire
- Bill Nighy — Robin
- Susan Lynch — Rachel
- Justin Salinger — Frank
- Ben Whishaw — Spud
- Andrew Lincoln — Productor de Televisión
- Helen McCrory — Señora Logan
- Anna Maxwell Martin — de Penny
- Corin Redgrave — El Profesor

## Respuesta crítica
La película recibió revisiones mixtas. Los Rotten Tomatoes dan la película una puntuación de 59%
La revista Empire lo votó 426 sobre 500.

## Premios
51.ª edición de los Premios Sant Jordi
| Categoría                          | Candidato    | Resultado |
| ---------------------------------- | ------------ | --------- |
| Mejor actor en película extranjera | Daniel Craig | Ganador   |